# Michael Grohotolsky
Michael Grohotolsky (* in Wien) ist ein österreichischer Dirigent und Gesangspädagoge.

## Leben und Wirken
Grohotolsky war Altsolist bei den Wiener Sängerknaben und besuchte das Musikgymnasium Wien. Es folgte ein Studium der Musik- und Gesangspädagogik. Im Anschluss leitete er von 2000 bis 2007 den Chorus Viennensis. 2001 wurde er Chordirektor an der Neuen Oper Wien. Seit 2005 leitet er gemeinsam mit Johannes Prinz den von Franz Andreas Weißenbäck gegründeten Wiener Kammerchor und wurde 2007 dessen künstlerischer Leiter. Seit 2006 lehrt er zudem im Fachbereich Dirigieren, Ensemble- und Instrumentalleitung an der Universität für Musik und darstellende Kunst Wien.

## Auszeichnungen
- 2003: Erwin-Ortner-Preis